# كريستين كينغ فارس
كريستين كينغ فارس (11 سبتمبر 1927 - 2023) هي الأخت الكبرى لمارتن لوثر كينغ الابن. درَّست في كلية سبيلمان، وألَّفت العديد من الكتب وألقت خطابات في مختلف المواضيع، وكانت لسنوات عديدة نائبة رئيس وأمينة صندوق مركز كينغ.

## الوفاة
توفيت كريستين كينغ فارس في 29 يونيو 2023 عن عمر ناهز التاسعة والتسعين.

## روابط خارجية
- كريستين كينغ فارس على موقع IMDb (الإنجليزية)